# El color de las nubes
El color de las nubes es una película española de 1997 escrita y dirigida por Mario Camus.

## Argumento
La historia gira en torno a la vieja casona cántabra que Doña Lola reivindica ante los requerimientos de propiedad del rico heredero de su difunto amante. Se entrelazan las vidas de niños y adultos en un universo hostil: un viejo carpintero de ribera y un pescador furtivo que encuentra un alijo de droga, una joven que vende productos ecológicos, un abogado que la corteja, un niño español que se hace pasar por bosnio, una pandilla de traficantes..., aflorando la solidaridad de unos y la voracidad de otros.

## Palmarés cinematográfico
XII edición de los Premios Goya
| Categoría                 | Persona              | Resultado |
| ------------------------- | -------------------- | --------- |
| Mejor actriz protagonista | Julia Gutiérrez Caba | Nominada  |
| Mejor actor de reparto    | Antonio Valero       | Nominado  |
| Mejor actriz revelación   | Blanca Portillo      | Nominada  |
| Mejor fotografía          | Jaume Peracaula      | Ganador   |
| Mejor montaje             | José María Biurrún   | Nominado  |
| Mejor dirección artística | Antonio Cortés       | Nominado  |

Medallas del Círculo de Escritores Cinematográficos de 1997
| Categoría        | Persona            | Resultado |
| ---------------- | ------------------ | --------- |
| Mejor fotografía | Jaume Peracaula    | Ganador   |
| Mejor montaje    | José María Biurrún | Ganador   |

VII edición de los Premios de la Unión de Actores
| Categoría                               | Persona         | Resultado |
| --------------------------------------- | --------------- | --------- |
| Mejor interpretación de reparto de cine | Blanca Portillo | Nominada  |

## Reparto
| Actor/Actriz         | Personaje               |
| -------------------- | ----------------------- |
| Julia Gutiérrez Caba | Lola Cueto              |
| Ana Duato            | Clementina «Tina» Cueto |
| Antonio Valero       | Valerio Lanza           |
| Josep Maria Domènech | Colo                    |
| Simón Andreu         | Quiroga                 |
| Pedro Barrejón       | Bartolomé               |
| Adis Suijic          | Mirsad                  |
| Ramón Langa          | Mateo Martín            |
| Manuel Zarzo         | Pedro                   |
| Tito Valverde        | José María              |
| Blanca Portillo      | Madre                   |
| Miguel Arribas       | Expolicía               |
| Antonio Dechent      | Conductor               |
| Joaquín Climent      | Padre                   |
| Fabiola Toledo       | Presentadora            |
| José Antonio Correa  | Dueño taberna           |
| Manuel Bronchud      | Jugador 1               |
| Carlos Alcalde       | Hombre banda            |
| Marta Dualde         | Redactora               |
| Julio Vélez          | Amigo Madre             |
| Begoña Hernando      | Encargada               |
| Ramón Serrada        | Jugador 2               |
| Antonio Del Olmo     | Cipriano                |
| Víctor Rivas         | Hombre Vivero           |
| Víctor Sánchez       | Camionero               |
| Fernando Escobedo    | Guardaespaldas          |
| José Antonio Díaz    | Guardaespaldas          |
| Sergio Reventun      | Policía                 |
| Pedro Fuentes        | Policía                 |
| Pedro De Llano       | Policía                 |
| José María Fernández | Policía Judicial        |
| Santiago Paul        | Juez                    |
| Amparo Gómez Ramos   | Vecina                  |